# Башан, Анн-Софи
Анн-Софи Башан (фр. Ann-Sophie Bachand; род. 30 июня 2004, в Шербруке, Канада) — канадская шорт-трекистка, серебряный призёр чемпионата четырёх континентов.

## Биография
Анн-Софи Башан начала кататься на коньках в возрасте 6-ти лет, а в 7 лет записалась в конькобежный клуб в Шербруке. Её бабушка Раймонда и дедушка Жермен вдохновляли с раннего детства осуществить её мечту. Параллельно молодая девушка занималась футболом, как и её старшие сёстры, и у неё были даже неплохие результаты. Она совмещала два вида спорта до 14 лет, а в 2018 году полностью сосредоточила внимание на конькобежном спорте и была приглашена в состав Канадского Регионального Центра Канадского, где прошла обучение в летнем лагере. В 2019 году покинула родной город и переехала в Монреаль, где тренировалась в клубе "CPV Longueuil".
В 2020 году Анн-Софи вошла в молодёжную национальную команду "NextGen", но марте 20-го все соревнования были отменены из-за пандемии коронавируса COVID-19 и ей пришлось пересмотреть свои цели и тренировки на целый год. В ноябре 2021 года она впервые стала чемпионкой Канады среди юниоров в общем зачёте и была приглашена в сборную. На олимпийской квалификации она заняла 10-е место и не попала в состав сборной на Олимпиаду в Пекине. В марте 2022 года Анн-Софи участвовала на юниорском чемпионате мира среди юниоров в Гданьске, где завоевала золотую медаль в составе женской эстафеты и серебряную в беге на 500 метров.
В ноябре того же года на чемпионате четырёх континентов в Солт-лейк-Сити 18-летняя спортсменка завоевала серебряную медаль в женской эстафете, а следом на юниорском чемпионате Канады защитила свой титул, финишировав на высшей ступени пьедестала почёта в абсолютном зачёте и выиграв пять золотых медалей. В январе 2023 года на чемпионате мира среди юниоров в Дрездене Анн-Софи Башан вновь стала серебряным призёром в беге на 500 м. Осенью 2023 года Анн-Софи Башан во время национальной квалификации упала, в результате чего у неё оказался перелом дистального отдела большеберцовой кости и правой лодыжки. После семи недель в гипсе она начала небольшие тренировки.

## Личная жизнь
Анн-Софи Башан обучается в Колледже Мезоннёв в Монреале на факультете правосудия, социальных и поведенческих наук. Она увлекается футболом, шопингом, кулинарией, просмотром фильмов и сериалов.